# Химан и Хеб
Химан и Хеб (сомал. Ximan iyo Xeeb) — непризнанное полуавтономное государство, провозглашённое в апреле 2008 года сомалийской диаспорой. Территория страны находилась на территории другого непризнанного государства — Галмудуга, которое, в свою очередь, не признавало Химан и Хеб. Столица — город Ададо.

## История
25 июля 2010 года Тисей принял делегацию во главе с президентом Галмудуга Мохамедом Ахмедом Алином, который приехал с коротким визитом в Ададо. 
В 2014 году ведутся многосторонние переговоры под эгидой Федерального правительства Сомали о создании автономного Государства центральных регионов, в которое войдут Галмудуг, Химан и Хеб и Ахлю ас-Сунна ва-ль-Джамаа.
29 января 2014 года в Галькайо состоялась встреча делегаций государств Химан и Хеб и Галмудуг на тему возможности объединения. При этом должна подключиться и группировка Ахлю ас-Сунна ва-ль-Джамаа, контролирующая часть провинции Галгудуд. Мотивацией встречи являлось положение федеральной конституции, по которому два или более региона могут создать федеральное государство.
30 июля 2014 года Федеральное правительство Сомали во дворце Вилла Сомали в Могадишо официально одобрило проект нового государства, при этом присутствовали президент Сомали Хасан Шейх Махмуд, премьер-министр Сомали и представители ООН, Европейского Союза, Африканского Союза, IGAD и АМИСОМ. При этом были созданы комитеты, призванные обеспечить формирование новой государственной администрации и проведение соответствующих консультаций в регионах Мудуг и Галгудуд. Государство должно подчиняться Федеральной Конституции Сомали.
31 июля 2014 администрация Пунтленда заявило о непризнании положения о Государстве центральных регионов, утверждая, что это угрожает северным районам провинции Мудуг, которые входят в Пунтленд.
14 октября 2014 года в Гароуе трёхдневная конференция согласовала соглашение между федеральным правительством и Пунтлендом из 12 пунктов, в котором детализировались территории Галгудуда и Мудуга под контролем государств Галмудуг и Химан и Хеб, которые должны войти в новое государство.
25 декабря 2014 года в преддверии конференции в Ададо по созданию Государства центральных регионов было создано шесть комиссий.
21 января 2015 представители технического совета по созданию Государства центральных регионов прибыли в Ададо для подготовки инагурационных церемоний. К делегации присоединились старейшины и интеллектуалы. Велись переговоры с властями Химан и Хеб.
В конце марта 2015 президент Мохамуд и дусамаребские старейшины стали обсуждать возможность перенесения учредительной конференции из Ададо в Дусамареб. Мохамуд предпочитал Ададо, но старейшины считали что Дусамареб — более безопасное место.
В апреле 2015 года президент Мохамуд в итоге переговоров официально объявил что Дусамареб станет административным центром нового государства. 16 апреля была официально открыта конференция по образованию Государства Центральных регионов в Ададо. Помимо руководителей и представителей иностранных государств собралось 510 депутатов, которым предстоит за две недели выбрать нового президента страны.

## Президенты
- Мохамед Аден Тисей — первый избранный президент Химан и Хеб.
- Абдуллахи Али Мохамед — второй президент.